# Howard Gray
Pour les articles homonymes, voir Gray.
Howard Gray (né le 15 juillet 1962 à Sydney) est un musicien, ingénieur du son, programmeur, compositeur, remixeur et producteur de musique britannique.
Il a travaillé avec Public Image Limited, Orchestral Manoeuvres in the Dark (OMD), Kirsty MacColl, The Armoury Show, The Pale Fountains, Japan, The Stranglers, Simple Minds, The Pretenders, XTC, UB40, Scritti Politti, Cherubs, Terence Trent D'Arby, Jean-Michel Jarre, The Cure, Manic Street Preachers, U2, Tom Jones ou encore Van Morrison.
Il est membre fondateur du groupe Apollo 440.